# São Domingos (sektor)
Sao Domingos är en sektor i Guinea-Bissau.   Den ligger i regionen Cacheu, i den västra delen av landet, 90 km nordväst om huvudstaden Bissau.